# Erika Cudworth
Erika Cudworth (* 27. April 1966) ist eine britische Soziologin und Politikwissenschaftlerin.
Zu ihren Forschungsgebieten zählen die Beziehungen von Gesellschaft und Umwelt, von Menschen und Tieren sowie Gender. Ihr Forschungsansatz ist intersektional und baut auf empirischen Grundlagenstudien auf.

## Werk
- Erika Cudworth, Stephen Hobden: Posthuman International Relations: Complexity, Ecologism and Global Politics. Zed Books, 2012, ISBN 1-84813-514-9 (englisch).
- Erika Cudworth: Social Lives with Other Animals: Tales of Sex, Death and Love. Palgrave Macmillan, 2011, ISBN 0-230-24151-4 (englisch).
- E. Cudworth, T. Hall, J. McGovern: The modern state: theories and ideologies. Edinburgh Univ Pr, 2007 (englisch).
- Erika Cudworth: Developing Ecofeminist Theory: The Complexity of Difference. Palgrave Macmillan, 2005, ISBN 1-4039-4115-7 (englisch).
- Erika Cudworth: Environment and Society. annotated edition Auflage. Routledge, 2002, ISBN 0-415-21618-4 (englisch).